# Roggenstede
Roggenstede ist eine Ortschaft in der Gemeinde Dornum, Landkreis Aurich, Ostfriesland, Niedersachsen.

## Lage
Der Ort wird begrenzt durch das Dornumersieler Tief (im Norden/Nordosten), das Schleitief (im Südosten), das Otjetief (im Süden), das Alte Tief (im Westen) und erstreckt sich auf einer Fläche von etwa 5,6 Quadratkilometern. Die Entfernung zur Nordsee beträgt nur etwa 5,5 km Luftlinie.
Nachbarorte sind Holtgast, Utarp, Westerbur. Roggenstede hat die Postleitzahl 26553, die Telefonvorwahl 04933.

## Geschichte
Der Untergrund des Ortskerns besteht aus einer sturmflutsicheren Anhöhe einer von der Insel Baltrum bis nach hier sich erstreckenden Grundmoräne der letzten Eiszeit.
Dass dies ein uralter Siedlungsplatz ist, belegen Funde aus der Steinzeit. Eine Steinaxt, ein Steinbeil und Bruchstücke einer Steinsichel wurden hier entdeckt. Aus der Bronzezeit stammen Keramikbruchstücke. Wolfgang Schwarz, Archäologe bei der Ostfriesischen Landschaft, geht davon aus, dass diese Sandinsel erstmals etwa von 3.000 bis 800 vor der Zeitwende bewohnt war. Nach einer Zeit hohen Wasserstandes, bedingt durch globale Erwärmung, erfolgt eine neue Besiedlung vom zweiten bis zum fünften Jahrhundert. Dauerhaft bewohnt könnte der Ort etwa ab 650 sein. Der Ortsnamenkundler Jürgen Udolph geht davon aus, dass der alte Ortsname Reckenstede auf den Siedler Recko zurückgeht. Reckenstede ist die Stelle des Recko. Er geht davon aus, dass diese endgültige Besiedlung zwischen 600 und 800 zur Namensgebung führte. Dieser Name hielt sich bis ca. 1650. Bis 1750 wird der Ort als Roggenstädt erwähnt, seitdem heißt er Roggenstede. Urkundlich genannt wird Roggenstede erstmals 1420. Roggenstede besaß einen Bahnhof an der Ostfriesischen Küstenbahn. Der Abschnitt zwischen Dornum, Roggenstede und Esens wurde am 27. September 1985 stillgelegt und im Jahre 1986 abgebaut.

## Wappen
| | Blasonierung: „In Grün eine goldene (gelbe) Glocke begleitet von zwei schrägliegenden stilisierten goldenen (gelben) Roggenähren im Schildfuß.“ |
| Wappenbegründung: Das 1999 verliehene Wappen zeigt als Symbol für die denkmalgeschützte Roggensteder Kirche mit einem frei stehenden Glockenturm aus dem 13. Jahrhundert eine Glocke. Die beiden stilisierten Roggenähren stehen einerseits für die Landwirtschaft und spielen andererseits redend auf den Ortsnamen an. | |

## Gemarkung und Bodenstruktur
Die Gemarkung umfasst knapp 500 Hektar. Bis auf Teile der westlichen Flächen handelt es sich um von der Nordsee überschlicktes Niederungsmoor. Die Restfläche im Westen wurde durch Sturmfluten im 13. Jahrhundert seines Moorbesatzes weitgehend beraubt. Bei der einsetzenden Verlandung durch Anschwemmung von Kleinpartikeln durch die Flutbewegungen der Nordsee entstand hier ertragreichere Seemarsch. Die Gesamtfläche ist als 'Alte Marsch' zu bezeichnen. Es hat sich im Laufe der Jahrhunderte eine 'Knickschicht', eine wasserundurchlässige Erdschicht gebildet. Diese lässt das Oberflächenwasser aus der Ackerkrume nicht absickern. Bis um 1963 kam zu diesem Dilemma noch eine total unbefriedigende Vorflut. ― Die gesamte Fläche zwischen Roggenstede und Schwittersum, von Westerholt bis Dornum bildet eine riesige Senke. Hier sammelte sich das von der Geest abfließende Oberflächenwasser und staute vor den höher gelegenen jungen Poldern. War das Dorf ursprünglich ein Bauerndorf mit den entsprechenden Handwerkern, so gibt es hier, im Jahre 2005, noch zwei landwirtschaftliche Haupterwerbsbetriebe. Etliche Flächen werden nicht bearbeitet.

## Siedlungsentwicklung
Bis zur Gemeindereform war der Ort eine selbstständige Gemeinde im Landkreis Wittmund. Seit dem 1. Juli 1972 ist Roggenstede ein Gemeindeteil der Gemeinde Dornum im Landkreis Aurich. Über Jahrhunderte war Roggenstede ein landwirtschaftlich geprägtes Dorf. Die Zeit verging in ruhigen Bahnen. Eine entscheidende Änderung brachte, hier wie überall, der einsetzende Flüchtlingsstrom nach dem Kriegsende 1945. Die Einwohnerzahl verdoppelte sich auf fast 500 Personen. Doch nach der Währungsreform 1949 zogen viele den in den Ballungszentren entstehenden Arbeitsplätzen nach. Der Einwohnerstand pendelte sich wieder auf grob 250 Personen ein. Derzeit beträgt die Zahl nach einem Absinken auf etwa 230, zurzeit wieder 262 Personen. Nach Ausweisung eines Siedlungsgebietes spürt man einen leichten Anstieg.

## Sehenswürdigkeiten

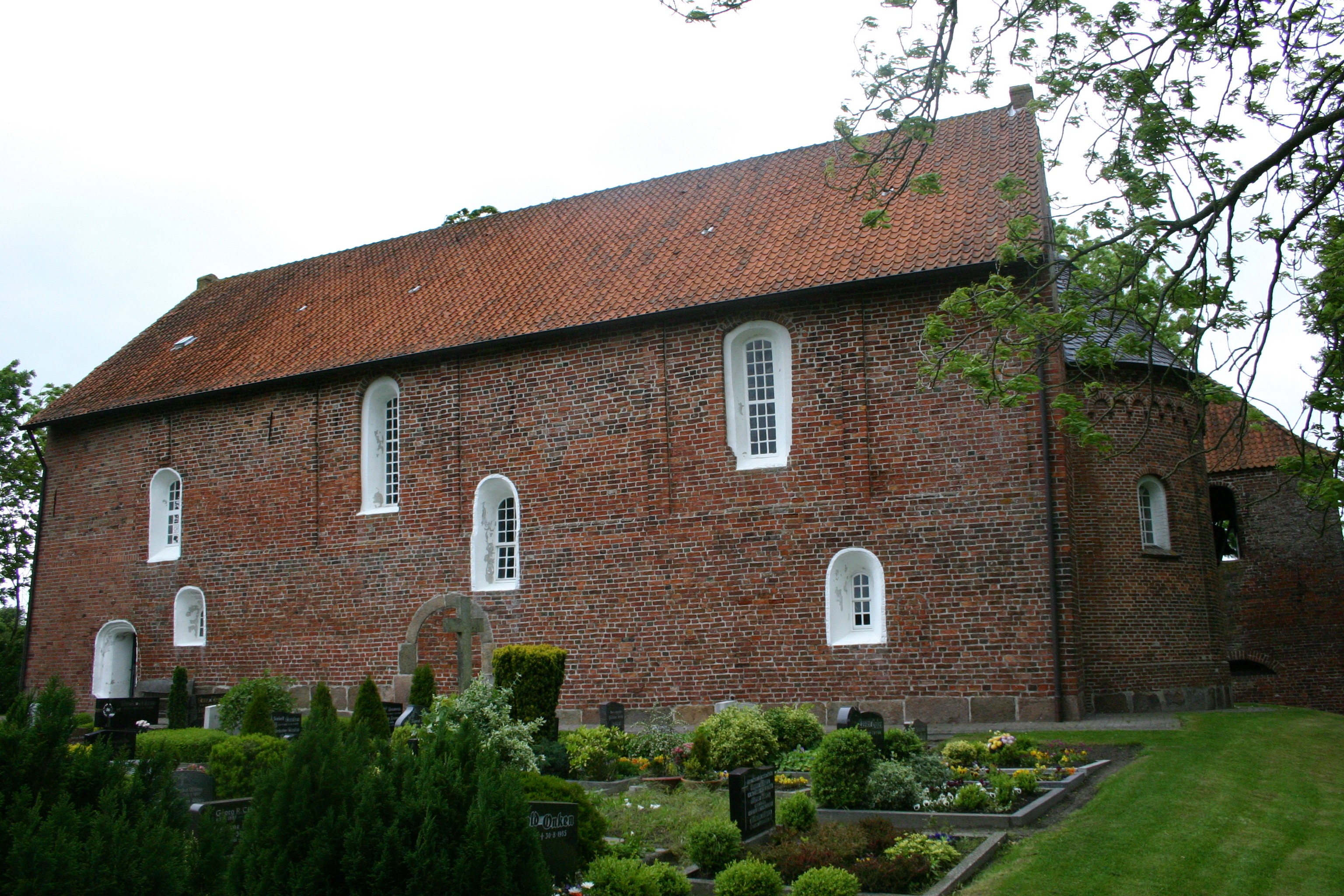
Roggensteder Kirche

Die denkmalgeschützte Roggensteder Kirche hat einen frei stehenden Glockenturm aus dem 13. Jahrhundert. 1237 wurde die Kirchengemeinde erstmals im Zusammenhang mit den Wahlen zur kirchlichen Gerichtsbarkeit erwähnt. Die Kirche wurde um 1250 erbaut. Sie beherbergt einen einzigartigen Schriftaltar, ein früher an einem Gabelkreuz hängendes Kruzifix, ein Taufbecken aus der Zeit des Kirchenbaus und ein Sakramentshäuschen mit der ursprünglichen Bemalung. Eine Besonderheit der Kirche ist das Hagioskop, eine mittelalterliche Lepraspalte. Seit 1680 ziert ein Votivschiff das Gotteshaus. Die Orgel wurde 1827 bis 1833 von Orgelbaumeister Johann Gottfried Rohlfs aus Esens gebaut.
Im Dorfzentrum steht ein Freiheitsdenkmal. Dieses aus Granitblöcken errichtete Denkmal wurde am 13. Oktober 1913 zur Erinnerung an die Völkerschlacht bei Leipzig – 13. Oktober 1813 – enthüllt.

## Dörfliches Leben
Die Kirchengemeinde, die Freiwillige Feuerwehr, gegründet 1904, der Heimatverein 'Dwarslopers' von 1987, der Klootschießer- und Bosselverein 'Up Höcht' von 1921, der Ortsverband Roggenstede im Sozialverband Deutschland e. V., um 1950 gegründet, sowie die Jagdgenossenschaft sind für das Gemeinwohl im Dorf tätig. Darüber hinaus gibt es die 1905 gegründete Sterbekasse Roggenstede auf Gegenseitigkeit.

## Gewerbe und Tourismus
Sind die ursprünglichen Handwerker wie Huusmaker, Schmied, Maler/Glaser, Gastwirtschaft, Weber, Schuster, Schneider verschwunden, so haben sich in den letzten Jahren ein Bauunternehmer, Frisiersalon, Heizungs-/Sanitärbetrieb, Restaurant mit Gästehaus, Handweberei und Filzerei, Dienstleister und Ich-AG etabliert.
Seit Jahren hat sich der Tourismus kontinuierlich ausgeweitet. Mehrere Haushalte bieten Ferienwohnungen bzw. Zimmer an. In von auswärtigen Personen angekauften oder neu erstellten Gebäuden werden ebenfalls Betten bereitgehalten. Die Vermieter arbeiten überwiegend mit der Touristik GmbH Dornum zusammen.

## Trivia
Das Dorf hält einen deutschen Rekord: Es ist von 213 Windkraftanlagen umstellt.